# Conselhos Comarcais da Catalunha
O Conselho Comarcal (em catalão:  Consell Comarcal é um órgão de administração e governação das comarcas de alguns territórios, como a  Catalunha ou Aragão.
Os conselhos comarcais na Catalunha são o órgão de governação e de administração da comarca e foram criados no ano de 1987, com a Lei de Conselhos Comarcais, posteriormente modificada no ano 2003 com o Decreto Legislativo 4/2003, de 4 de novembro, pelo qual se aprovou o texto revisto da Lei de organização comarcal da Catalunha. Atualmente, há 41 conselhos comarcais na Catalunha.
A sua organização, como em todos os entes locais da Catalunha, configura-se com uma assembleia e o seu Presidente. A assembleia do conselho comarcal está formato, tal como lhe corresponde por vereadores dos municípios que a compõem. A designação dos conselheiros comarcais faz-se por um sistema baseado na Regra De Hondt aplicando um fórmula mista tendo em conta tanta os votos obtidos pela cada candidatura como o número de vereadores. A assembleia do Conselho escolhe o Presidente, o qual tem funções representativas inerentes ao cargo e as de supervisão da administração, dos serviços e do pessoal.
Os conselhos contam com o gerente, uma figura integrada na cúpula da governação e que se trata de um profissional que tem plena dedicação à execução das tarefas da governação e a administração comarcais.

## Lista de Conselhos Comarcais da Catalunha
- Conselho Comarcal de l'Alt Camp
- Conselho Comarcal de l'Alt Empordà
- Conselho Comarcal de l'Alt Penedès
- Conselho Comarcal de l'Alt Urgell
- Conselho Comarcal de l'Alta Ribagorça
- Conselho Comarcal de l'Anoia
- Conselho Comarcal de Aran
- Conselho Comarcal de Bages
- Conselho Comarcal de Baix Camp
- Conselho Comarcal do Baix Ebre
- Conselho Comarcal do Baix Empordà
- Conselho Comarcal do Baix Llobregat
- Conselho Comarcal do Baix Penedès
- Conselho Comarcal do Barcelonès
- Conselho Comarcal de Berguedà
- Conselho Comarcal da Cerdanya
- Conselho Comarcal de Conca de Barberà
- Conselho Comarcal do Garraf
- Conselho Comarcal de Garrigues
- Conselho Comarcal de Garrotxa
- Conselho Comarcal do Gironès
- Conselho Comarcal do Maresme
- Conselho Comarcal do Moianès
- Conselho Comarcal de Montsià
- Conselho Comarcal de Noguera
- Conselho Comarcal de Osona
- Conselho Comarcal de Pallars Jussà
- Conselho Comarcal de Pallars Sobirà
- Conselho Comarcal de Pla de l'Estany
- Conselho Comarcal de Pla d'Urgell
- Conselho Comarcal do Priorat
- Conselho Comarcal de Ribera d'Ebre
- Conselho Comarcal do Ripollès
- Conselho Comarcal de Segarra
- Conselho Comarcal de Segrià
- Conselho Comarcal da Selva]]
- Conselho Comarcal do Solsonès
- Conselho Comarcal do Tarragonès
- Conselho Comarcal de Terra Alta
- Conselho Comarcal de Urgell
- Conselho Comarcal do Vallès Occidental
- Conselho Comarcal do Vallès Oriental